# Regata Oxford-Cambridge
La Regata Cambridge-Oxford (en anglès The Boat Race, University Boat Race o Oxford and Cambridge Boat Race) és una competició anual de rem entre les universitats d'Oxford i Cambridge que se celebra cada primavera al Tàmesi, a Londres. Generalment la competició té lloc durant l'última setmana de març o la primera d'abril.
La primera edició es disputà el 1829 i des de 1856 es disputa anualment, amb les excepcions dels períodes de les dues guerres mundials i del 2020 per la pandèmia de COVID. La cursa té un recorregut de 4,2 milles (6,8 km) a través del Tàmesi, a West London, entre Putney i Mortlake.
La prova és molt popular, no sols entre els alumnes de les universitats, sinó també entre els regatistes i el públic en general. S'estima que un quart de milió de persones veuen la carrera des de la riba i l'audiència televisiva superior als 15 milions d'espectadors.

## Palmarès
| Data                   | Vencedor  | Temps |
| ---------------------- | --------- | ----- |
| 10 de juny de 1829     | Oxford    | 14,03 |
| 17 de juny de 1836     | Cambridge | 36,00 |
| 3 d'abril de 1839      | Cambridge | 31,00 |
| 15 d'abril de 1840     | Cambridge | 29,03 |
| 14 d'abril de 1841     | Cambridge | 32,03 |
| 11 de juny de 1842     | Oxford    | 30,01 |
| 15 de març de 1845     | Cambridge | 23,03 |
| 3 d'abril de 1846      | Cambridge | 21,05 |
| 29 d'abril de 1849     | Cambridge | 22,00 |
| 15 de desembre de 1849 | Oxford    | foul  |
| 3 d'abril de 1852      | Oxford    | 21,36 |
| 8 d'abril de 1854      | Oxford    | 25,29 |
| 15 de març de 1856     | Cambridge | 25,45 |
| 4 d'abril de 1857      | Oxford    | 22,05 |
| 27 de març de 1858     | Cambridge | 21,23 |
| 15 d'abril de 1859     | Oxford    | 24,04 |
| 31 de març de 1860     | Cambridge | 26,05 |
| 23 de març de 1861     | Oxford    | 23,03 |
| 12 d'abril de 1862     | Oxford    | 24,04 |
| 28 de març de 1863     | Oxford    | 23,06 |
| 19 de març de 1864     | Oxford    | 21,04 |
| 8 d'abril de 1865      | Oxford    | 21,24 |
| 24 de març de 1866     | Oxford    | 25,35 |
| 13 d'abril de 1867     | Oxford    | 22,39 |
| 4 d'abril de 1868      | Oxford    | 20,56 |
| 17 de març de 1869     | Oxford    | 20,04 |
| 6 d'abril de 1870      | Cambridge | 22,04 |
| 1 d'abril de 1871      | Cambridge | 23,01 |
| 23 de març de 1872     | Cambridge | 21,15 |
| 29 de març de 1873     | Cambridge | 19,35 |
| 28 de març de 1874     | Cambridge | 22,35 |
| 20 de març de 1875     | Oxford    | 22,02 |
| 8 d'abril de 1876      | Cambridge | 20,02 |
| 24 de març de 1877     | Dead Heat | 24,08 |
| 13 d'abril de 1878     | Oxford    | 22,15 |
| 5 d'abril de 1879      | Cambridge | 21,18 |
| 22 de març de 1880     | Oxford    | 21,23 |
| 8 d'abril de 1881      | Oxford    | 21,51 |
| 1 d'abril de 1882      | Oxford    | 20,12 |
| 15 de març de 1883     | Oxford    | 21,18 |
| 7 d'abril de 1884      | Cambridge | 21,39 |
| 28 de març de 1885     | Oxford    | 21,36 |
| 3 d'abril de 1886      | Cambridge | 22,03 |
| 26 de març de 1887     | Cambridge | 20,52 |
| 24 de març de 1888     | Cambridge | 20,48 |
| 30 de març de 1889     | Cambridge | 20,14 |
| 26 de març de 1890     | Oxford    | 22,03 |
| 21 de març de 1891     | Oxford    | 21,48 |
| 9 d'abril de 1892      | Oxford    | 19,01 |
| 22 de març de 1893     | Oxford    | 18,45 |
| 17 de març de 1894     | Oxford    | 21,39 |
| 30 de març de 1895     | Oxford    | 20,05 |
| 28 de març de 1896     | Oxford    | 20,01 |
| 3 d'abril de 1897      | Oxford    | 19,12 |
| 26 de març de 1898     | Oxford    | 22,15 |
| 25 de març de 1899     | Cambridge | 21,04 |
| 31 de març de 1900     | Cambridge | 18,45 |
| 30 de març de 1901     | Oxford    | 22,31 |
| 22 de març de 1902     | Cambridge | 19,09 |
| 1 d'abril de 1903      | Cambridge | 19,33 |
| 26 de març de 1904     | Cambridge | 21,37 |
| 1 d'abril de 1905      | Oxford    | 20,35 |
| 7 d'abril de 1906      | Cambridge | 19,25 |
| 16 de març de 1907     | Cambridge | 20,26 |
| 4 d'abril de 1908      | Cambridge | 19,02 |
| 3 d'abril de 1909      | Oxford    | 19,05 |
| 23 de març de 1910     | Oxford    | 20,14 |
| 1 d'abril de 1911      | Oxford    | 18,29 |
| 1 d'abril de 1912      | Oxford    | 22,05 |
| 13 de març de 1913     | Oxford    | 20,53 |
| 28 de març de 1914     | Cambridge | 20,23 |
| 28 de març de 1920     | Cambridge | 21,11 |
| 30 de març de 1921     | Cambridge | 19,45 |
| 1 d'abril de 1922      | Cambridge | 19,27 |
| 24 de març de 1923     | Oxford    | 20,54 |
| 5 d'abril de 1924      | Cambridge | 18,41 |
| 28 de març de 1925     | Cambridge | 21,05 |
| 27 de març de 1926     | Cambridge | 19,29 |
| 2 d'abril de 1927      | Cambridge | 20,14 |
| 31 de març de 1928     | Cambridge | 20,25 |
| 23 de març de 1929     | Cambridge | 19,24 |
| 12 d'abril de 1930     | Cambridge | 19,09 |
| 21 de març de 1931     | Cambridge | 19,26 |
| 13 de març de 1932     | Cambridge | 19,11 |
| 1 d'abril de 1933      | Cambridge | 20,57 |
| 17 de març de 1934     | Cambridge | 18,03 |
| 6 d'abril de 1935      | Cambridge | 19,48 |
| 4 d'abril de 1936      | Cambridge | 21,06 |

| Data               | Vencedor  | Temps |
| ------------------ | --------- | ----- |
| 24 de març de 1937 | Oxford    | 22,39 |
| 2 d'abril de 1938  | Oxford    | 20,03 |
| 1 d'abril de 1939  | Cambridge | 19,03 |
| 30 de març de 1946 | Oxford    | 19,54 |
| 29 de març de 1947 | Cambridge | 23,01 |
| 27 de març de 1948 | Cambridge | 17,05 |
| 26 de març de 1949 | Cambridge | 18,57 |
| 1 d'abril de 1950  | Cambridge | 20,15 |
| 26 de març de 1951 | Cambridge | 20,05 |
| 29 de març de 1952 | Oxford    | 20,23 |
| 28 de març de 1953 | Cambridge | 19,54 |
| 3 d'abril de 1954  | Oxford    | 20,23 |
| 26 de març de 1955 | Cambridge | 19,01 |
| 24 de març de 1956 | Cambridge | 18,36 |
| 30 de març de 1957 | Cambridge | 19,01 |
| 5 d'abril de 1958  | Cambridge | 18,15 |
| 28 de març de 1959 | Oxford    | 18,52 |
| 2 d'abril de 1960  | Oxford    | 18,59 |
| 1 d'abril de 1961  | Cambridge | 19,22 |
| 7 d'abril de 1962  | Cambridge | 19,46 |
| 23 de març de 1963 | Oxford    | 20,47 |
| 28 de març de 1964 | Cambridge | 19,18 |
| 3 d'abril de 1965  | Oxford    | 18,07 |
| 26 de març de 1966 | Oxford    | 19,12 |
| 25 de març de 1967 | Oxford    | 18,52 |
| 30 de març de 1968 | Cambridge | 18,22 |
| 5 d'abril de 1969  | Cambridge | 18,04 |
| 28 de març de 1970 | Cambridge | 20,22 |
| 27 de març de 1971 | Cambridge | 17,58 |
| 1 d'abril de 1972  | Cambridge | 18,36 |
| 7 de març de 1973  | Cambridge | 19,21 |
| 6 d'abril de 1974  | Oxford    | 17,35 |
| 29 de març de 1975 | Cambridge | 19,27 |
| 20 de març de 1976 | Oxford    | 16,58 |
| 19 de març de 1977 | Oxford    | 19,28 |
| 25 de març de 1978 | Oxford    | 18,58 |
| 17 de març de 1979 | Oxford    | 20,33 |
| 5 d'abril de 1980  | Oxford    | 19,02 |
| 4 d'abril de 1981  | Oxford    | 18,11 |
| 27 de març de 1982 | Oxford    | 18,21 |
| 2 d'abril de 1983  | Oxford    | 19,07 |
| 18 de març de 1984 | Oxford    | 16,45 |
| 6 d'abril de 1985  | Oxford    | 17,11 |
| 29 de març de 1986 | Cambridge | 17,58 |
| 28 de març de 1987 | Oxford    | 19,59 |
| 2 d'abril de 1988  | Oxford    | 17,35 |
| 25 de març de 1989 | Oxford    | 18,27 |
| 31 de març de 1990 | Oxford    | 17,22 |
| 30 de març de 1991 | Oxford    | 16,59 |
| 4 d'abril de 1992  | Oxford    | 17,44 |
| 27 de març de 1993 | Cambridge | 17,00 |
| 26 de març de 1994 | Cambridge | 18,09 |
| 1 d'abril de 1995  | Cambridge | 18,04 |
| 6 d'abril de 1996  | Cambridge | 16,58 |
| 29 de març de 1997 | Cambridge | 17,38 |
| 28 de març de 1998 | Cambridge | 16,19 |
| 3 d'abril de 1999  | Cambridge | 16,41 |
| 25 de març de 2000 | Oxford    | 18,04 |
| 24 de març de 2001 | Cambridge | 17,44 |
| 30 de març de 2002 | Oxford    | 16,54 |
| 6 d'abril de 2003  | Oxford    | 18,06 |
| 28 de març de 2004 | Cambridge | 18,47 |
| 27 de març de 2005 | Oxford    | 16,42 |
| 2 d'abril de 2006  | Oxford    | 18,26 |
| 7 d'abril de 2007  | Cambridge | 17,49 |
| 29 de març de 2008 | Oxford    | 20,53 |
| 29 de març de 2009 | Oxford    | 17,00 |
| 3 d'abril de 2010  | Cambridge | 17,35 |
| 26 de març de 2011 | Oxford    | 17,32 |
| 7 d'abril de 2012  | Cambridge | 17:23 |
| 31 de març de 2013 | Oxford    | 17,28 |
| 6 d'abril de 2014  | Oxford    | 18,36 |
| 11 d'abril de 2015 | Oxford    | 17,34 |
| 27 de març de 2016 | Cambridge | 18,41 |
| 2 d'abril de 2017  | Oxford    | 16,59 |
| 24 de març de 2018 | Cambridge | 17,51 |
| 7 d'abril de 2019  | Cambridge | 16,57 |
| 4 d'abril de 2021  | Cambridge | 14,12 |
| 3 d'abril de 2022  | Oxford    | 16,42 |
| 26 de març de 2023 | Cambridge | 18,18 |
| 30 de març de 2024 | Cambridge | 18,56 |

### Regates no oficials
| Data | Lloc               | Vencedor  |
| ---- | ------------------ | --------- |
| 1940 | Henley-on-Thames   | Cambridge |
| 1943 | Sandford-on-Thames | Oxford    |
| 1944 | Gran Ouse, Ely     | Oxford    |
| 1945 | Henley-on-Thames   | Cambridge |